# Сальгадо Лопес, Иван
Иван Сальгадо Лопес (исп. Iván Salgado López; 29 мая 1991, Оренсе) — испанский шахматист и шахматный тренер, гроссмейстер (2008). Двукратный чемпион Испании, вице-чемпион мира среди юношей (до 18 лет), игрок сборной Испании на шахматных олимпиадах.

## Спортивная карьера
Начал играть в шахматы в раннем детстве. Первые успехи принесли Сальгадо стипендию на обучение в шахматной школе Каспарова-Маркоте. В 2002—2008 годах последовательно выигрывал чемпионаты Испании среди юношей в возрастных категориях до 12, 14, 16 и 18 лет, а в 2008 году также стал вице-чемпионом мира среди юношей в возрастной категории до 18 лет.
С 2009 года постоянный игрок сборной Испании на командных чемпионатах Европы и шахматных олимпиадах, где в основном играл на 2-й или 3-й доске. Входил в десятку лучших на своей доске на чемпионате Европы 2009 года (запасной, 4 очка в 6 партиях) и олимпиаде 2010 года (3-я доска, 6,5 очка в 10 партиях).
В 2012 год направлен Федерацией шахмат Испании в Кито (Эквадор) для участия в IV ибероамериканском чемпионате по шахматам, где каждая из стран-участниц была представлена одним игроком. Хотя по рейтингу испанец занимал лишь 4-е место среди 6 финалистов турнира, ему удалось стать победителем, выиграв у двоих из пяти соперников — мексиканца Мануэля Леона Ойоса и перуанца Хулио Гранды. На следующий год Сальгадо в 22 года стал чемпионом Испании в игре с классическим контролем времени. В турнире на 96 игроков он одержал 6 побед при 3 ничьих в 9 турах и с 7,5 очка опередил сразу четверых преследователей, включая 8-кратного чемпиона Испании Мигеля Ильескаса. Ильескас, занявший в итоге второе место, проиграл Сальгадо в личной встрече. В 2017 году Сальгадо завоевал второй титул чемпиона Испании, снова набрав 7,5 очка и на этот раз опередив на пол-очка сразу шестерых соперников. В промежутке между этими двумя победами, в 2014 и 2015 годах, дважды становился чемпионом Испании по быстрым шахматам.
В 2015-2019 годах учился в Национальной спортивной академии Болгарии, окончив её со специальностями тренера по шахматам и спортивного менеджера. С 2020 года, в связи с состоянием здоровья, отказался от активной игровой карьеры и стал тренером на постоянной основе, в 2021 году открыл собственную шахматную академию.

## Таблица результатов
| Год  | Город          | Турнир                          | + | − | = | Результат | Место |
| ---- | -------------- | ------------------------------- | - | - | - | --------- | ----- |
| 2009 | Нови-Сад       | 17-й командный чемпионат Европы | 3 | 1 | 2 | 4 из 6    |       |
| 2010 | Ханты-Мансийск | 39-я олимпиада                  | 3 | 0 | 7 | 6½ из 10  |       |
| 2011 | Порто Каррас   | 18-й командный чемпионат Европы | 1 | 2 | 5 | 3½ из 8   |       |
| 2012 | Стамбул        | 40-я олимпиада                  | 2 | 3 | 3 | 3½ из 8   |       |
| 2013 | Варшава        | 19-й командный чемпионат Европы | 1 | 3 | 3 | 2½ из 7   |       |
| 2014 | Тромсё         | 41-я олимпиада                  | 4 | 2 | 2 | 5 из 8    |       |
| 2015 | Рейкьявик      | 20-й командный чемпионат Европы | 3 | 2 | 2 | 4 из 7    |       |
| 2017 | Херсонисос     | 21-й командный чемпионат Европы | 2 | 1 | 5 | 4½ из 8   |       |